# Love & Sex
Love & Sex è un film del 2000 diretto da Valerie Breiman.

## Trama
Kate Welles, una giornalista, che è stanca di scrivere pezzi su editori che le assegnano, inoltre è devastata dalla rottura del suo rapporto con il suo fidanzato artista Adam che la lascia per conoscere altre donne. 
Quando il suo editore le suggerisce di scrivere sull'amore ed il sesso, lei prende al volo l'occasione per esplorare lei stessa vivendo incontri fatali con l'altro sesso imparando ad utilizzarlo come mezzo per aiutare gli altri a percorrere il terreno instabile dei rapporti. 
Ma gli appuntamenti di Kate coincidono sempre con quelli di Adam e quindi si ritrovano in pubblico con i rispettivi nuovi amori. Entrambi approfittano di ogni occasione per far ingelosire l'altro. Tuttavia, così facendo, Adam  si rende conto che non sopporta vedere un altro accanto a Kate e solo lei è l'unica donna con la quale vuole stare.